# Đà điểu Nam Mỹ lớn

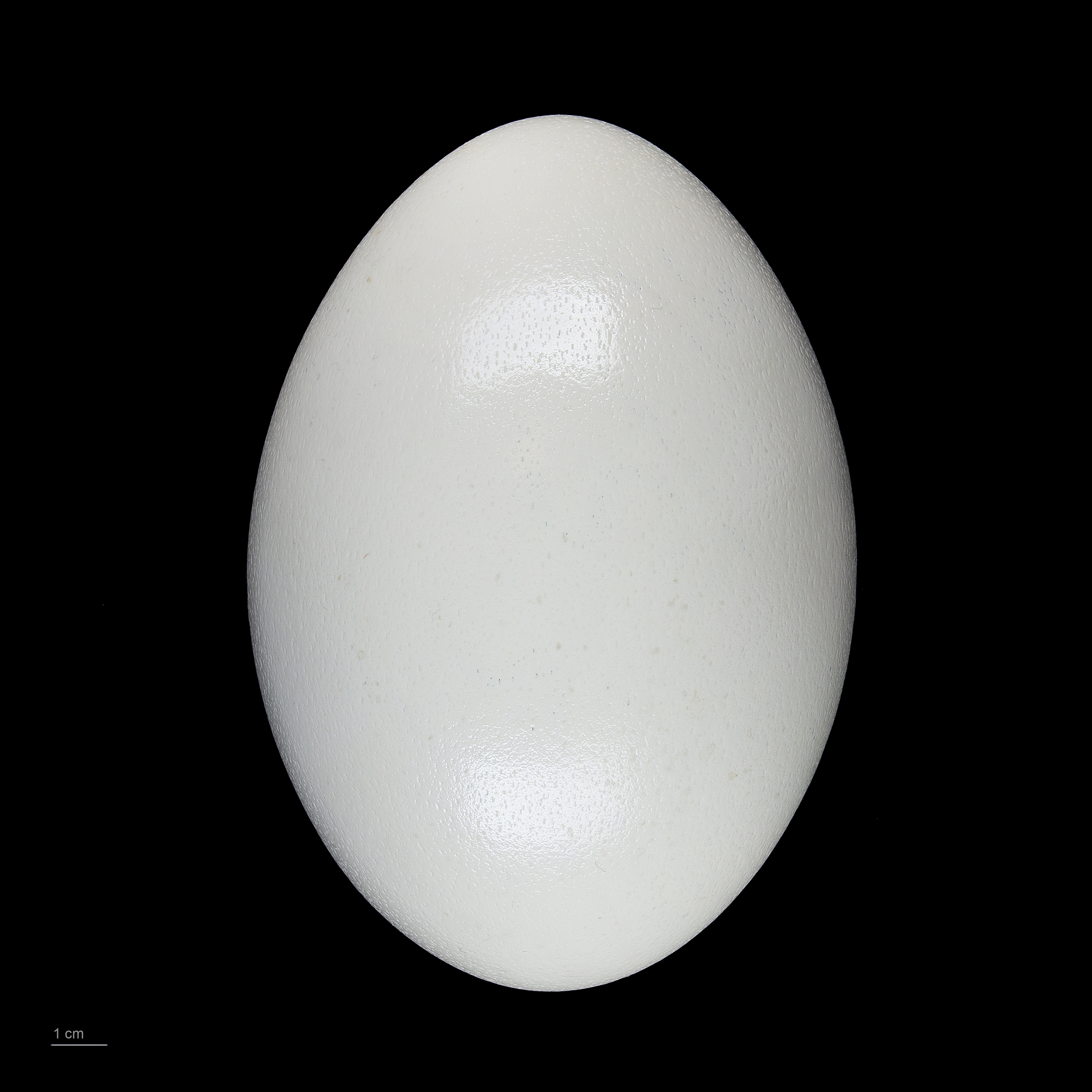
Rhea americana

Đà điểu Nam Mỹ lớn (tên khoa học Rhea americana) là một loài chim trong họ Rheidae. Đây là một trong hai loài của chi Rhea, trong họ Rheidae, loài đà điểu này là loài đặc hữu của Argentina, Bolivia, Brasil, Paraguay và Uruguay. Chúng sinh sống ở một loạt các khu vực mở, chẳng hạn như đồng cỏ, thảo nguyên hoặc các vùng đất ngập nước cỏ. Trọng lượng 50–55 pound (23–25 kg), đây loài chim lớn nhất ở Nam Mỹ. Trong tự nhiên chúng có tuổi thọ lên đến 10,5 năm. Nó cũng đáng chú ý bởi thói quen sinh sản của nó, và thực tế là một nhóm đã thiết lập ở Đức trong những năm gần đây.